# Cladonia cryptochlorophaea
Cladonia cryptochlorophaea är en lavart som beskrevs av Asahina. Cladonia cryptochlorophaea ingår i släktet Cladonia och familjen Cladoniaceae.  Arten är reproducerande i Sverige. Inga underarter finns listade i Catalogue of Life.